# Chant de Ralliement
Chant de Ralliement är Kameruns nationalsång. Musiken komponerades av René Djam Afame, som även skrev texten tillsammans med Samuel Minkio Bamba och Moïse Nyatte Nko'o 1928. Texten ändrades 1978.